# Hierococcyx fugax
Hierococcyx fugax е вид птица от семейство Cuculidae.

## Разпространение
Видът е разпространен в Бруней, Индонезия, Малайзия, Мианмар, Сингапур и Тайланд.